# 黃衣錦魚
黃衣錦魚，又稱黃衣葉鯛、胸斑錦魚，俗名四齒、礫仔、青花龍、黃衣、紫衣、貓仔魚、青汕冷為輻鰭魚綱鱸形目隆頭魚亞目隆頭魚科的其中一種。

## 分布
本魚印度太平洋區，包括紅海、阿拉伯海、模里西斯、塞席爾群島、日本、台灣、菲律賓、印尼、中國南海、羅得豪島、帕拉群島、澳洲、新幾內亞、新喀里多尼亞、索羅門群島、馬里亞納群島、帛琉、夏威夷群島、法屬玻里尼西亞、加利福尼亞半島等海域。

## 深度
水深0至30公尺。

## 特徵
本魚體稍長且側扁。吻部短；上下頜具一列尖齒，前方各具 2犬齒，無後犬齒。幼魚、雌魚及雄魚的體色皆不相同，幼魚背側呈淺褐色，下半部則為淡黃色，有道黑色縱帶自眼後延伸至尾鰭基部，另有一條淺褐色帶起自下頷和黑帶平行。雌魚和雄魚之頭腹有許多不規則紅色縱帶，背鰭中央和臀鰭基部皆有一紅色縱帶，體側亦有許多紅色細橫帶，但雌魚橫帶細而不明顯。雄魚體呈綠色，而雌魚為黃色。頭部無鱗，僅鰓蓋上部有少許鱗片；頸部裸出。背鰭硬棘8枚、背鰭軟條13至14枚、臀鰭硬棘3枚、臀鰭軟條11枚。腹鰭尖形；尾鰭截形，上下緣或有延長。體長可達30公分。

## 生態
本魚棲息於沿岸珊瑚礁區，以底棲之無脊椎生物為食。

## 經濟利用
食用性魚類，但較少食用，多作為觀賞魚。